# Ieren
De Ieren (Iers: Éireannaigh, Gaeil, Ulster-Schots: Erse fowk) vormen een bevolkingsgroep die (oorspronkelijk) voorkomt op het noordwestelijke Europese eiland Ierland.

## Ierse diaspora
Ierse emigranten hebben zich over een groot deel van de wereld verspreid. Vooral op plekken die onderdeel vormen of vormden van het Britse Rijk. Het resultaat is dat de Ieren die in Ierland geboren zijn maar een klein onderdeel vormen (5 miljoen) van het totaal mensen van Ierse oorsprong (85 miljoen), waarvan de meeste in de Verenigde Staten.

### Overzicht
Hieronder volgt een lijst van landen en gebieden met een aanzienlijke populatie van (deels) Ierse afkomst:
- Republiek Ierland: 4.952.473 in Ierland geboren
- Verenigd Koninkrijk: 1.811.000 in Noord-Ierland, 750.000 in Ierland geboren
- Verenigde Staten: 34.487.790 van Ierse afkomst en 5.323.888 van Ulster-Schotse afkomst
- Canada: 3.822.665
- Australië: 1.900.000
- Argentinië: 500.000
- Nieuw-Zeeland: 73.047
- Duitsland: 10.000

## Bekende Ieren
- Myrtle Allen - chef-kok

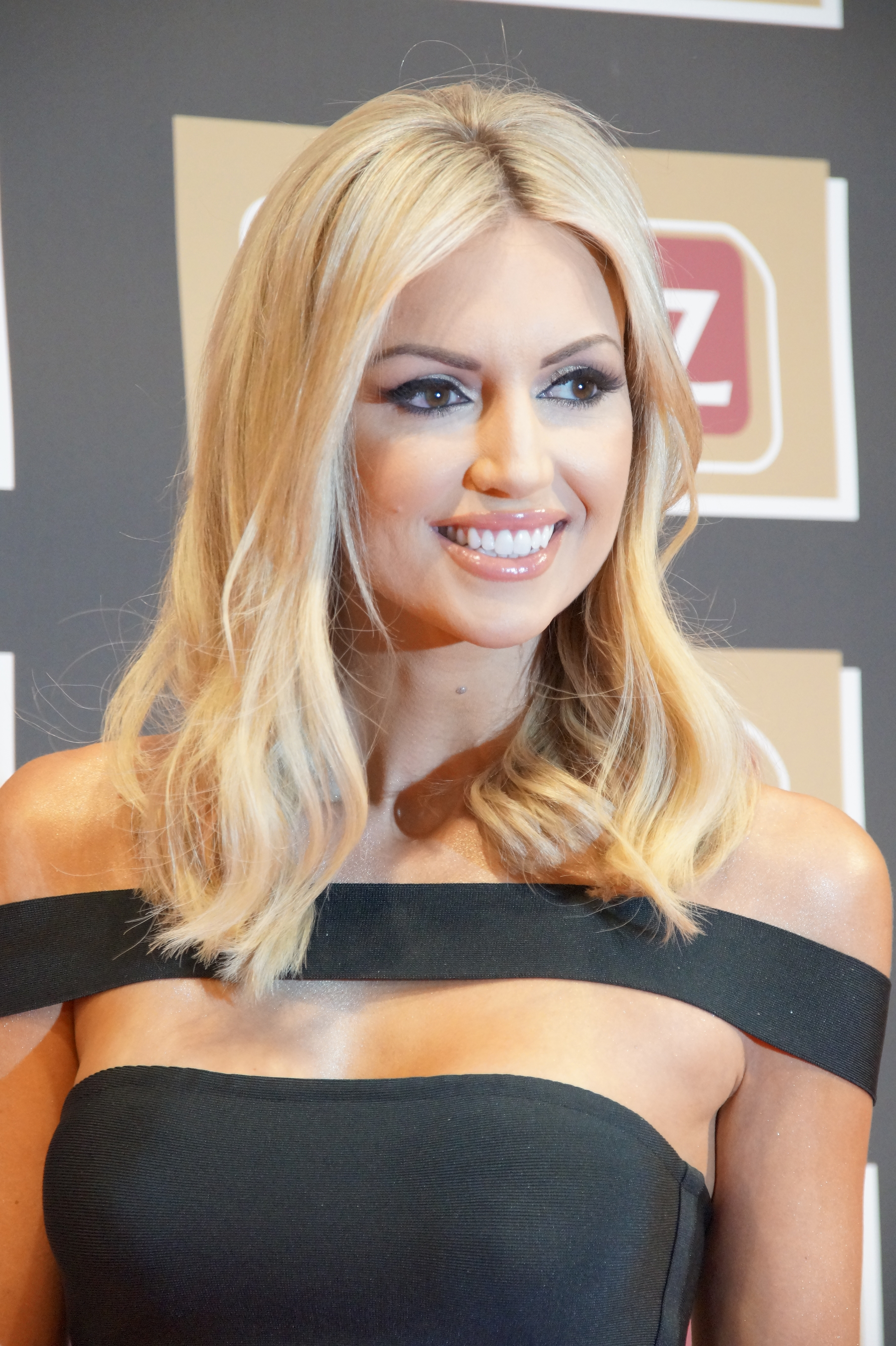
Rosanna Davison

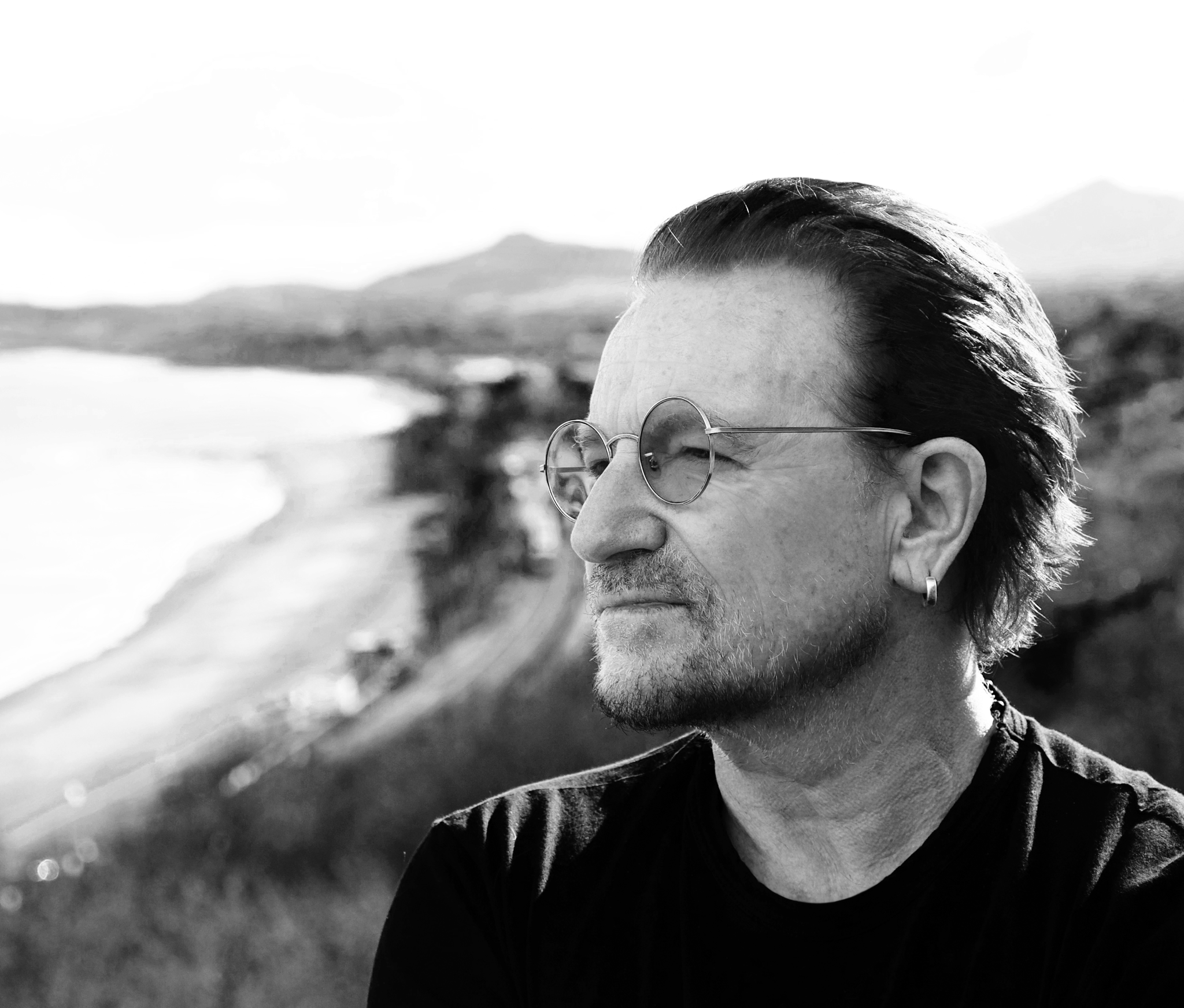
Paul David Henson (Bono)

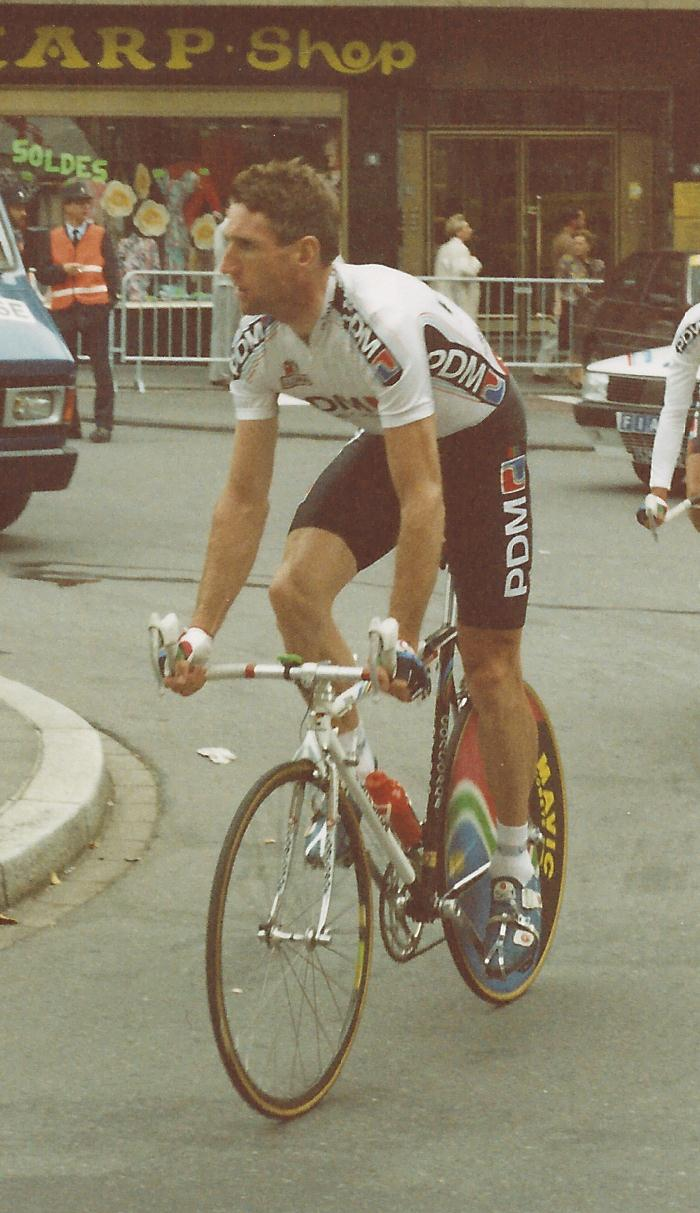
Sean Kelly

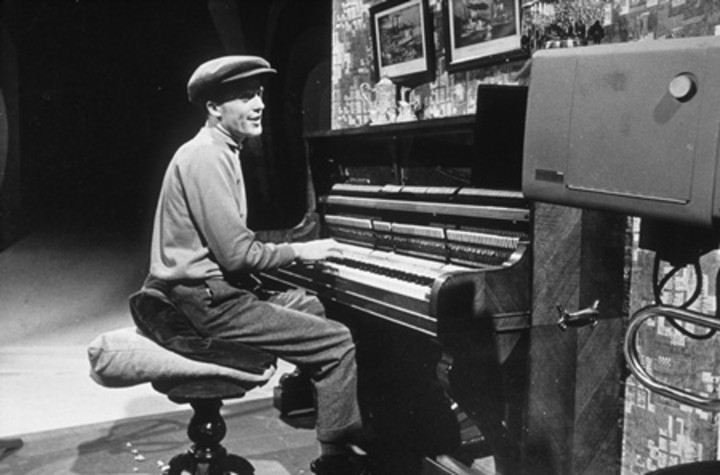
Gilbert O'Sullivan

- Thomas Andrews - ontwerper van de Titanic
- Caitriona Balfe, model en actrice
- Dara Ó Briain - stand-upcomedian en presentator
- Chris de Burgh - zanger
- Jean Butler - danseres, choreograaf van Riverdance
- Andrea Corr - zangeres uit de band The Corrs
- Sharon Corr - violiste uit de band The Corrs
- Caroline Corr - drumster
- Jim Corr - pianist, gitarist
- Samuel Beckett - schrijver
- Francis Beaufort - uitvinder van de schaal van Beaufort, cartograaf
- Robert Boyle - natuurkundige
- Pierce Brosnan - acteur
- Sean O'Casey - schrijver
- Adam Clayton - bassist
- Michael Collins - politicus, verzetsheld
- Sinéad O'Connor - zangeres
- Rosanna Davison - Miss World in 2003
- Cara Dillon, folkzangeres
- Ken Doherty - snookerspeler
- Danny O'Donoghue - zanger van The Script
- Ronnie Drew - zanger van The Dubliners
- Damien Duff - voetballer
- Enya - zangeres
- David Howell Evans - gitarist van U2
- Colin Farrell - acteur
- Stephen Farrelly (Sheamus) - professioneel worstelaar
- Michael Flatley - danser van Riverdance en Lord of the Dance
- Rory Gallagher - gitarist, zanger
- Michael Gambon - acteur
- Bob Geldof - zanger
- Violet Gibson - activiste die een aanslag op Mussolini pleegde
- Aidan Gillen, acteur
- Brendan Gleeson - acteur
- William Rowan Hamilton - wiskundige, natuurkundige, astronoom
- Lisa Hannigan - zangeres
- Richard Harris - acteur
- Seamus Heaney - schrijver
- Paul David Hewson (Bono) - zanger van U2
- Niall Horan - zanger
- Andrew Hozier-Byrne - zanger
- Neil Jordan - filmregisseur
- James Joyce - schrijver
- Maria Doyle Kennedy - muzikante en actrice
- Robbie Keane - voetballer
- Roy Keane - voetballer
- Ronan Keating - zanger
- Sean Kelly - wielrenner
- Brian Kennedy - zanger en schrijver
- Johnny Logan - zanger
- Evanna Lynch - actrice
- Seán MacBride - politicus en jurist
- Mary McAleese - politica
- Brian McFadden - zanger
- Conor McGregor - MMA-vechter
- Katie McGrath - actrice
- Colm Meaney - acteur
- Van Morrison - zanger
- Cillian Murphy - acteur
- Larry Mullen jr. - drummer
- William Parsons - astronoom
- Patrick Pearse - leraar en revolutionair, leider van de Paasopstand
- Glenn Quinn - acteur
- Osborne Reynolds - natuurkundige, ingenieur
- Damien Rice - zanger
- Jonathan Rhys Meyers - acteur
- Dolores O'Riordan - zangeres van The Cranberries
- Mary Robinson - politica
- Stephen Roche - wielrenner
- Andrew Scott - acteur
- Darren Shan - schrijver
- Bram Stoker - schrijver (Dracula)
- Gilbert O'Sullivan - zanger en schrijver
- Hazel O'Sullivan - fotomodel
- Sonia O'Sullivan - atlete
- Jonathan Swift - schrijver
- Peter O'Toole - acteur
- Katie Taylor - boksster
- Éamon de Valera - politicus, president
- Kate Walsh - politica
- Ernest Walton - natuurkundige
- Oscar Wilde - schrijver
- Terry Wogan - tv-presentator
- William Butler Yeats - schrijver, poëet, politicus, politiek onafhankelijkheidsstrijder